# Vekunta
Vekunta är ett släkte av insekter. Vekunta ingår i familjen Derbidae.

## Dottertaxa tillVekunta, i alfabetisk ordning[1]
- Vekunta albipennis
- Vekunta atripennis
- Vekunta badia
- Vekunta botelensis
- Vekunta commendata
- Vekunta diluta
- Vekunta extima
- Vekunta fera
- Vekunta flavipes
- Vekunta gracilenta
- Vekunta hyalina
- Vekunta intermedia
- Vekunta ishidae
- Vekunta kotoshonis
- Vekunta lineata
- Vekunta lyricen
- Vekunta maculata
- Vekunta makii
- Vekunta malloti
- Vekunta memoranda
- Vekunta nigra
- Vekunta nigrolineata
- Vekunta nitida
- Vekunta nivea
- Vekunta nutabunda
- Vekunta obaerata
- Vekunta obliqua
- Vekunta palawanensis
- Vekunta parca
- Vekunta pseudobadia
- Vekunta punctula
- Vekunta shirakii
- Vekunta stigmata
- Vekunta tenella
- Vekunta umbripennis